# Félix Loustau
Félix Loustau (Avellaneda, Buenos Aires; 25 de diciembre de 1922 - Avellaneda, Buenos Aires; 5 de enero de 2003) fue un futbolista argentino, considerado por muchos como uno de los mejores wing izquierdo de la historia del fútbol argentino.
Debutó con el primer equipo de River Plate en 1942, integrándose en una de las más famosas delanteras de todos los tiempos, en la formación de River conocido como La Máquina. Entonó también en otros equipos memorables como La Eléctrica o La Maquinita, ya en los años 1950.  
Allí vivió una de las mejores épocas de River, para cuyas vitrinas conquistó ocho títulos del campeonato argentino, en un lapso de tiempo entre 1942 y 1957.
Apodado Chaplín por su constitución física y por los peculiares movimientos de su regate, aunque en sus inicios actuó como defensa lateral, quedó para la historia por la velocidad y la habilidad que mostró en el extremo izquierdo.
Asimismo, defendió la camiseta de la selección argentina en 27 partidos, marcando diez goles. Con el combinado nacional ganó tres ediciones de la Copa América, en 1945, 1946 y 1947.
Posteriormente ejerció como entrenador y fue profesor en la escuela de entrenadores de la federación argentina de fútbol.

## Trayectoria como jugador

### Inicios
Sus primeros pasos los dio en su barrio, más concretamente en el Club Social y Deportivo Unión de Crucecita, ubicado en el barrio de Crucecita, Avellaneda.
Pasó luego por las divisiones inferiores de Racing Club hasta que, cuando contaba con 19 años, un ojeador le propuso firmar por River Plate.

### River Plate
Loustau debutó un 28 de junio de 1942, en una victoria 1-0 ante Platense, actuando como wing izquierdo y en reemplazo de Aristóbulo Deambrossi. Este mismo le solicitó al entonces entrenador millonario Renato Cesarini que lo pruebe, ya que el «venía cansado».

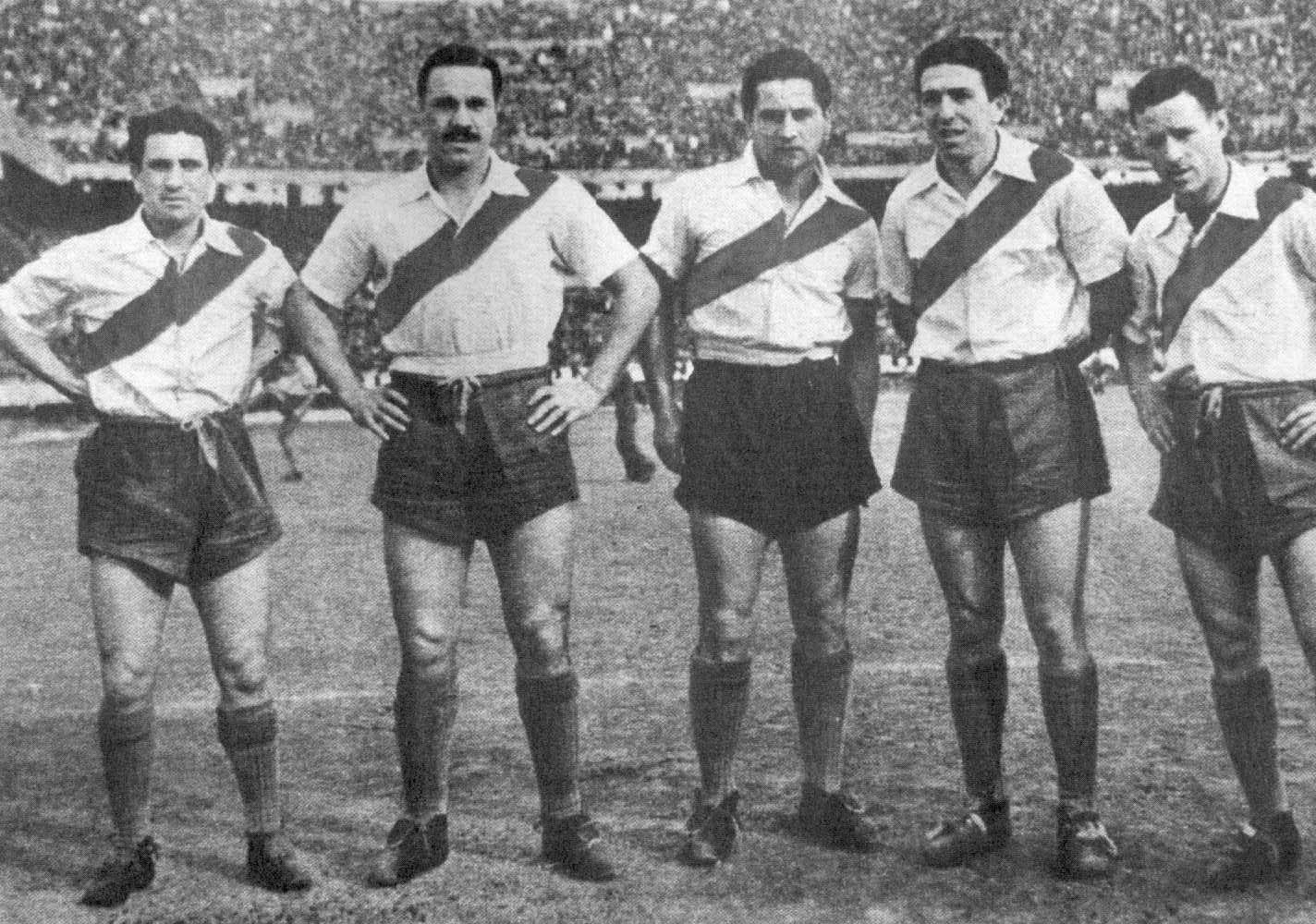
La Máquina: Juan C. Muñoz, José M. Moreno, Adolfo Pedernera, Ángel Labruna y Loustau.

En aquel mismo partido se produce el debut de la delantera de La Máquina de River. Conformó aquel ataque junto a Juan Carlos Muñoz, José Manuel Moreno, Adolfo Pedernera y Ángel Labruna.
Durante esta etapa, ganó los campeoantos de 1942 y 1945, la Copa Ibarguren de 1942, y las Copa Aldao de 1941 y 1945. Más tarde conquistaría el Campeonato de 1947 y la Copa Aldao de aquel año, ya integrando la delantera eléctrica.
Finalmente, fue parte del ataque de La Maquinita. En esta etapa ganó dos títulos de liga en 1952 y 1953, la Ibarguren de 1952, y el tricampeonto de 1955, 1956 y 1957.
Cerró su etapa en River Plate en 1957, habiendo disputado 365 partidos, en los que marcó 101 goles. Su gran despliegue y destaque como un jugador «moderno» lo llevó a anotar seis goles en el Superclásico. Se despidió de River, precisamente, en el partido finalizado en empate a dos de visitante frente a este rival.

### Estudiantes de La Plata
En 1958 se marchó a Estudiantes de La Plata, donde puso fin a su carrera ya en 1959, disputando la Copa Suecia.

## Selección de Argentina

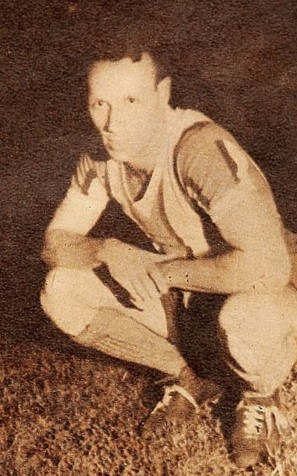
Loustau con la selección en 1948.

Loustau disputó 27 encuentros con la albiceleste, en los que marcó diez goles. Fue tricampeón sudamericano con la selección argentina en 1945, 1946 y 1947.
Debutó el 6 de enero de 1945 ante la selección paraguaya.
Por Copa América, hizo lo propio el 18 de enero de 1945, en un partido frente a Bolivia por el Campeonato Sudamericano, con victoria 4-0. Aquel mismo día marcó su primer gol con la selección. Disputó otros cuatro partidos durante el campeonato, marcando un gol frente a Colombia en la tercera jornada, y coronándose campeón. 
Sería titular nuevamente durante la siguiente edición. Marcó un gol en una nueva victoria ante Bolivia, en una campaña que finalizó con el título.
En 1947 tendría su pico en rendimiento con el combinado nacional, anotando en cuatro partidos distintos de aquel certamen, y así certificando la tercera consagración en tres años.
Es parte del único tricampeonato en la historia del máximo título continental de selecciones. Asimismo, también es el argentino más ganador del certamen —honor compartido—, y el que más partidos jugó, junto a Norberto Méndez.
Disputó su último partido con la selección el 14 de diciembre de 1952, en el encuentro amistoso ante Portugal, donde también marcó su último gol.

## Participaciones con la selección argentina

### En la Copa América
| Edición                      | Sede      | Resultado | Partidos | Goles |
| ---------------------------- | --------- | --------- | -------- | ----- |
| Campeonato Sudamericano 1945 | Chile     | Campeón   | 5        | 2     |
| Campeonato Sudamericano 1946 | Argentina | Campeón   | 5        | 1     |
| Campeonato Sudamericano 1947 | Ecuador   | Campeón   | 7        | 4     |

## Clubes
| Club                    | País      | Año       |
| ----------------------- | --------- | --------- |
| River Plate             | Argentina | 1942-1957 |
| Estudiantes de La Plata | Argentina | 1957-1958 |

## Estadísticas
Datos actualizados al fin de la carrera deportiva.

### En clubes
| River Plate Argentina |               |               |     |     |    |   |   |     |     |      |      |
| 1.ª | 1942          | 11            | 3   | 2   | 0  | 2 | 0 | 15  | 3   | 0,20 |      |
| 1.ª | 1943          | 27            | 11  | 3   | 2  | — | — | 30  | 13  | 0,43 |      |
| 1.ª | 1944          | 28            | 8   | 2   | 0  | — | — | 30  | 8   | 0,27 |      |
| 1.ª | 1945          | 29            | 10  | 2   | 0  | 2 | 0 | 33  | 10  | 0,30 |      |
| 1.ª | 1946          | 30            | 9   | 3   | 0  | — | — | 33  | 9   | 0,27 |      |
| 1.ª | 1947          | 30            | 13  | 1   | 1  | 2 | 0 | 33  | 14  | 0,42 |      |
| 1.ª | 1948          | 21            | 8   | 1   | 0  | — | — | 22  | 8   | 0,36 |      |
| 1.ª | 1949          | 34            | 11  | 2   | 0  | — | — | 36  | 11  | 0,31 |      |
| 1.ª | 1950          | 24            | 9   | —   | —  | — | — | 24  | 9   | 0,38 |      |
| 1.ª | 1951          | 24            | 4   | —   | —  | — | — | 24  | 4   | 0,17 |      |
| 1.ª | 1952          | 30            | 6   | 1   | 0  | — | — | 31  | 6   | 0,19 |      |
| 1.ª | 1953          | 25            | 2   | —   | —  | — | — | 25  | 2   | 0,08 |      |
| 1.ª | 1954          | 23            | 3   | —   | —  | — | — | 23  | 3   | 0,13 |      |
| 1.ª | 1955          | 18            | 4   | —   | —  | — | — | 18  | 4   | 0,22 |      |
| 1.ª | 1956          | 10            | 2   | —   | —  | — | — | 10  | 2   | 0,20 |      |
| 1.ª | 1957          | 1             | 0   | —   | —  | — | — | 1   | 0   | 0,00 |      |
| 1.ª | Total club    | 365           | 103 | 17  | 3  | 6 | 0 | 388 | 106 | 0,27 |      |
| Estudiantes de La Plata Argentina |               |               |     |     |    |   |   |     |     |      |      |
| 1.ª | 1958          | 9             | 0   | 10  | 1  | — | — | 19  | 1   | 0,05 |      |
| Total carrera | Total carrera | Total carrera | 374 | 103 | 27 | 4 | 6 | 0   | 407 | 107  | 0,25 |
| (1) Incluye datos de la Copa Ibarguren (1942, 1952); Copa Escobar (1942, 1947, 1949); Copa de la República (1943); Copa de Competencia Británica (1943, 1944, 1945, 1946, 1948); Copa Suecia (1958). (2) Incluye datos de la Copa Aldao (1941, 1942, 1945, 1947). (3) No incluye goles en partidos amistosos. |               |               |     |     |    |   |   |     |     |      |      |

### En selección
| Selección | Año   | Amistosos | Amistosos | Copa América | Copa América | Total | Total |
| Selección | Año   | PJ        | G         | PJ           | G            | PJ    | G     |
| --------- | ----- | --------- | --------- | ------------ | ------------ | ----- | ----- |
| Argentina | 1945  | 4         | 2         | 5            | 2            | 9     | 4     |
| Argentina | 1946  | -         | -         | 5            | 1            | 5     | 1     |
| Argentina | 1947  | -         | -         | 7            | 4            | 7     | 4     |
| Argentina | 1950  | 2         | 0         | -            | -            | 2     | 0     |
| Argentina | 1951  | 2         | 0         | -            | -            | 2     | 0     |
| Argentina | 1952  | 2         | 1         | -            | -            | 2     | 1     |
| Argentina | Total | 10        | 3         | 17           | 7            | 27    | 10    |

### Resumen estadístico
| Competición           | Partidos | Goles | Promedio |
| --------------------- | -------- | ----- | -------- |
| Primera División      | 365      | 101   | 0,28     |
| Copas nacionales      | 27       | 4     | 0,15     |
| Copas internacionales | 6        | 0     | 0,00     |
| Selección argentina   | 27       | 10    | 0,37     |
| Total                 | 434      | 117   | 0,27     |

## Palmarés

### Como jugador

#### Campeonatos nacionales
| N.º | Título           | Equipo      | País      | Año  |
| --- | ---------------- | ----------- | --------- | ---- |
| 1   | Primera División | River Plate | Argentina | 1942 |
| 2   | Primera División | River Plate | Argentina | 1945 |
| 3   | Primera División | River Plate | Argentina | 1947 |
| 4   | Primera División | River Plate | Argentina | 1952 |
| 5   | Primera División | River Plate | Argentina | 1953 |
| 6   | Primera División | River Plate | Argentina | 1955 |
| 7   | Primera División | River Plate | Argentina | 1956 |
| 8   | Primera División | River Plate | Argentina | 1957 |

#### Copas nacionales
| N.º | Título         | Equipo      | País      | Año  |
| --- | -------------- | ----------- | --------- | ---- |
| 1   | Copa Ibarguren | River Plate | Argentina | 1942 |
| 2   | Copa Ibarguren | River Plate | Argentina | 1952 |

#### Copas internacionales
| N.º | Título                  | Equipo              | Sede            | Año  |
| --- | ----------------------- | ------------------- | --------------- | ---- |
| 1   | Copa Aldao              | River Plate         | América del Sur | 1941 |
| 2   | Copa Aldao              | River Plate         | América del Sur | 1945 |
| 1   | Campeonato Sudamericano | Selección argentina | Santiago        | 1945 |
| 2   | Campeonato Sudamericano | Selección argentina | Argentina       | 1946 |
| 3   | Copa Aldao              | River Plate         | América del Sur | 1947 |
| 3   | Campeonato Sudamericano | Selección argentina | Guayaquil       | 1947 |